# Pianoforte complementare
Il pianoforte complementare è una materia complementare studiata nei conservatori e negli istituti musicali allo scopo di integrare ed ampliare la preparazione dello studente. Il pianoforte infatti è considerato lo strumento base per lo studio e la comprensione delle nozioni della musica più importanti, come la disposizione dei toni nella scala musicale e le nozioni fondamentali dell'armonia, in un percorso di studio propedeutico anche all'ottenimento di un soddisfacente risultato esecutivo sullo strumento.

## La storia del corso
In Italia il corso è stato istituito con il Regio Decreto del 1930, dove nella tabella B vennero indicate le materie complementari per ogni corso, fra cui il "pianoforte complementare".

## I corsi
Il pianoforte complementare è utilizzato nei corsi di viola, violino, violoncello, flauto dolce, strumenti a percussione, sassofono,tromba, trombone, basso tuba, organo, canto e composizione.